# نويرة (اسم)
نويرة هو اسم علم مذكر من أصل عربي، ومعناه هو جاء على صيغة التصغير لكلمة «نار» أي القطعة من النارأو هو تصغير «نارة» وهي الجميرة أو تصغير «نورة» وهي الزهرة البيضاء المتفتحة والتي تسمى زهرة الربيع.

## وصلات خارجية
- موسوعة السلطان قابوس لأسماء العرب